# Buitinga mulanje
Buitinga mulanje är en spindelart som beskrevs av Huber 2003. Buitinga mulanje ingår i släktet Buitinga och familjen dallerspindlar.
Artens utbredningsområde är Malawi. Inga underarter finns listade.